# Prisna-1
Prisna-1 är en by i Belarus.   Den ligger i voblasten Mahiljoŭs voblast, i den nordöstra delen av landet, 170 km öster om huvudstaden Minsk. Prisna-1 ligger 177 meter över havet och antalet invånare är 230.

## Natur och klimat
Terrängen runt Prisna-1 är platt. Runt Prisna-1 är det ganska tätbefolkat, med 192 invånare per kvadratkilometer.. Närmaste större samhälle är Mahiljoŭ, 8,6 km öster om Prisna-1.
Trakten runt Prisna-1 består till största delen av jordbruksmark.